# Lonchorhina marinkellei
Lonchorhina marinkellei (Hernández-Camacho & Cadena-G., 1978) è un Pipistrello della famiglia dei Fillostomidi endemico della Colombia.

## Descrizione

### Dimensioni
Pipistrello di medie dimensioni, con la lunghezza della testa e del corpo di 73,5 mm, la lunghezza dell'avambraccio tra 59,1 e 62,3 mm, la lunghezza della coda di 58,5 mm, la lunghezza del piede di 18,7 mm e la lunghezza delle orecchie di 38 mm.

### Aspetto
La pelliccia è lunga e setosa. Le parti dorsali sono bruno-rossiccio scuro, mentre le parti ventrali sono bruno-rossastre con la punta dei peli biancastra. Il muso è corto, con una foglia nasale molto lunga, lanceolata, attraversata da una cresta longitudinale e con due fosse alla base che circondano le narici, circondate da escrescenze carnose. Sul labbro inferiore è presente un cuscinetto carnoso liscio e triangolare, mentre quello superiore è ricoperto di piccole verruche. Le orecchie sono molto grandi, larghe ed appuntite, con il margine anteriore che si curva alla base per unirsi sopra il muso. È privo del lobo carnoso basale presente nelle specie affini. Il trago è lungo circa la metà del padiglione auricolare, è appuntito e con due incavi alla base del margine posteriore. Le membrane alari sono nerastre e attaccate posteriormente sulla caviglia. La coda è lunga ed inclusa completamente nell'ampio uropatagio. Il calcar è lungo circa quanto il piede. Gli arti inferiori sono allungati.

## Biologia

### Comportamento
Si rifugia all'interno delle grotte.

### Alimentazione
Si nutre di insetti volanti.

### Riproduzione
Una femmina gravida con un embrione è stata catturata in agosto.

## Distribuzione e habitat
Questa specie è conosciuta soltanto in due località della Colombia meridionale.
Vive nelle foreste umide a circa 200 metri di altitudine.

## Conservazione
La IUCN Red List, considerato l'areale limitato, il continuo declino nell'estensione e nella qualità del proprio habitat, classifica L.marinkellei come specie in pericolo di estinzione (Endangered).